# Comuna Siurte, Ujhorod
Siurte (în ucraineană Сюрте) este o comună în raionul Ujhorod, regiunea Transcarpatia, Ucraina, formată din satele Siurte (reședința) și Tîihlaș.

## Demografie
Componența lingvistică a comunei Siurte
     Maghiară (79,71%)
     Ucraineană (19,11%)
     Alte limbi (1,06%)
Conform recensământului din 2001, majoritatea populației comunei Siurte era vorbitoare de maghiară (79,71%), existând în minoritate și vorbitori de ucraineană (19,11%).